# Megachile angusta
Megachile angusta är en biart som beskrevs av Mitchell 1930. Megachile angusta ingår i släktet tapetserarbin, och familjen buksamlarbin. Inga underarter finns listade i Catalogue of Life.